# Наркота
«Наркота» (англ. «Junkie») — дебютний роман «хрещеного батька» бітників Вільяма Берроуза. Спершу підписаний псевдонімом Вільяма Лі, роман вийшов друком 1953 року. Книзі значною мірою характерний автобіографізм і донині роман знаменується однією з найвідвертіших розповідей про жахливі будні героїнової залежності.
Сюжет занурює читача в героїнові нетрі Нью-Йорка, Нового Орлеана та Мехіко, описуючи відчай, шаленство та безперестанні пошуки чергової дози, розпач ломки та безпросвітність існування наркозалежного. У романі автор уникав недомовок, і саме ця відвертість і сміливість вислову завоювали оповіді статус культового контркультурного тексту.

## Ідея
Роман вважався не придатним до видання навіть більше, ніж того заслуговувала його суперечливість. Берроуз почав писати роман значною мірою через прохання та наполягання Аллена Ґінзберґа, який був приголомшений здібністю Берроуза до написання листів. Берроуз узявся до праці з натхненням, він усвідомлював можливість стати професійним письменником (його товариш Джек Керуак видав свій перший роман «Містечко та місто» 1950 року), а тому почав упорядковувати свій досвід колишнього наркозалежного, «обкрадача п'яничок» і торговця героїном у Гринвіч-Віллидж.
Хоч «Наркоту» і вважають першим романом Берроуза, насправді кількома роками раніше у співавторстві з Керуаком він написав роман «І бегемоти зварились у своїх басейнах», однак у повному вигляді останній не видавався аж до 2008 року.